# Camo & Krooked

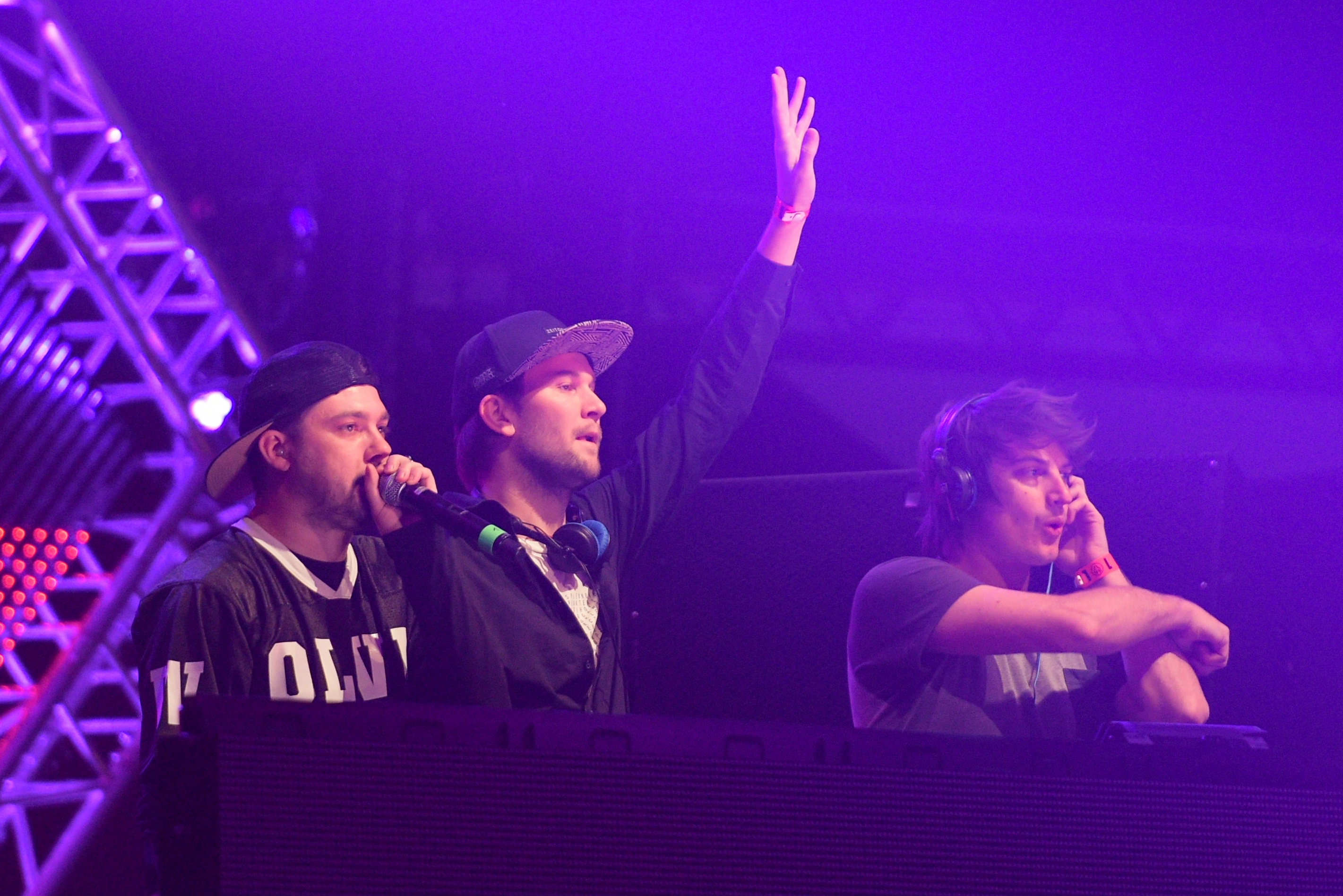
Camo & Krooked, Mayday 2015

Camo & Krooked é uma dupla de produtores musicais de drum and bass de Viena, Áustria, que consiste em Reinhard "Camo" Rietsch (nascido em 12 de Novembro de 1983 em Salzburgo) e Markus "Krooked" Wagner (nascido em 31 de Julho de 1989 em Lilienfeld).

## História
Rietsch e Wagner produziam música desde 2002. Eles se encontraram em um dos shows de Rietsch e colaboraram para formar Camo & Krooked em 2007. O primeiro lançamento  foi em 2008 com "Play It, Hidden Edge, Drop It!".
Devido ao sucesso com Above & Beyond, lançados em Fevereiro de 2010, eles ganharam o prêmio de melhores DJ's recém-chegado ao Drum & Bass 2010: Arena Awards.
Camo & Krooked foram assinados pela Hospital Records em 4 de Dezembro de 2010.
Em 3 de Junho de 2011, Camo & Krooked lançou seu primeiro single de seu próximo álbum, "All Fall Down / Breezeblock" aventurando em novos gêneros no reino de dubstep. "All Fall Down" chegou ao número 97 no UK Singles Chart e número 14 no UK Dance Chart.

## Discografia

### Álbuns
| Ano  | Álbum |
| ---- | --- |
| 2010 | Above & Beyond - Data de lançamento: 12 de Fevereiro 2010 - Gravadora: Mainframe Recordings                         |
| 2011 | Cross The Line - Data de lançamento: 3 de Outubro 2011 - Gravadora: Hospital Records - Format: 12" LP, CD, download |
| 2012 | Between The Lines - Data de Lançamento: 19 March 2012 - Gravadora: Hospital Records - Format: 12" LP, CD, download  |

### Singles e EP's
| Ano  | Single / EP                                                    | Gravadora               |
| ---- | -------------------------------------------------------------- | ----------------------- |
| 2008 | Play It / Hidden Edge / Drop It!                               | Basswerk                |
| 2008 | Don't Push Me / No More Running                                | Dirty Habit             |
| 2008 | The Access / Close Ya Eyes                                     | Finn People Productions |
| 2008 | Vision / Flash To Flash                                        | Mainframe Recordings    |
| 2008 | It Has Begun / Mafia                                           | Mainframe Recordings    |
| 2009 | Blackmail / No Nerds Needed                                    | Bezerk                  |
| 2009 | Blow                                                           | Have-A-Break Recordings |
| 2009 | Get Funky / The Fear                                           | Viper Recordings        |
| 2009 | Fatman / Toxic                                                 | Mainframe Recordings    |
| 2009 | Nano / The Unseen                                              | Sudden Def Recordings   |
| 2009 | Oh My Dear! / Vampires                                         | Mainframe Recordings    |
| 2009 | Global Warming / No Soul                                       | Uprising Records        |
| 2010 | Edge Of Mind EP                                                | Beta Recordings         |
| 2010 | The Big Rush / Brave New World                                 | Nasca                   |
| 2010 | Climax / Reincarnation                                         | Hospital Records        |
| 2010 | History Of The Future / Verve                                  | AudioPorn Records       |
| 2010 | Can't Get Enough / Without You                                 | Breakbeat Kaos          |
| 2011 | Pulse Of Time EP                                               | Viper Recordings        |
| 2011 | All Fall Down ft. Shaz Sparks / Breezeblock                    | Hospital Records        |
| 2011 | Change Me                                                      | Hospital Records        |
| 2011 | Make The Call ft. TC / In The Future ft. Jenna G & Futurebound | Hospital Records        |
| 2011 | Cross the Line ft. Ayah Marar                                  | Hospital Records        |
| 2013 | All Night                                                      | Hospital Records        |

### Remixes
| Artista                        | Título                         | Aparecimento                   | Notas        |
| ------------------------------ | ------------------------------ | ------------------------------ | ------------ |
| Professor Green ft. Lily Allen | Just Be Good to Green          | Alive Till I'm Dead            |              |
| John B                         | Numbers                        | Edge Of Mind EP                |              |
| DJ Fresh                       | Talkbox                        | Kryptonite                     |              |
| Professor Green ft. Example    | Monster                        | Alive Till I'm Dead            |              |
| Doctor P                       | Sweet Shop                     | Sweet Shop                     | com Friction |
| Future Prophecies              | September                      | Warlords Rising                |              |
| New Zealand Shapeshifter       | The Touch                      | The Touch                      |              |
| Hadouken!                      | Mic Check                      | For The Masses                 |              |
| McLean                         | Finally In Love                | Finally In Love                |              |
| Nero                           | Innocence                      | Innocence                      |              |
| Metronomy                      | The Look                       | The English Riviera            |              |
| DJ Fresh ft. Rita Ora          | Hot Right Now                  | Nextlevelism                   |              |
| Bungle ft. Ayah Marar          | The Siren                      | The Siren Remixes              |              |
| Modestep                       | Show Me A Sign                 | Show Me A Sign                 |              |
| Paul van Dyk ft Adam Young     | Eternity                       | Eternity - Single              |              |
| Netsky ft. Billie              | We Can Only Live Today (Puppy) | We Can Only Live Today (Puppy) |              |
| Reflekt                        | Need To Feel Loved             | Unknown                        |              |